# Поповка (Шольский сельсовет)
Поповка — деревня в Белозерском районе Вологодской области.
Входит в состав Шольского сельского поселения, с точки зрения административно-территориального деления — в Шольский сельсовет.
Расположена на правом берегу реки Шолы. Расстояние по автодороге до районного центра Белозерска составляет 124 км, до центра муниципального образования села Зубово — 21 км. Ближайшие населённые пункты — Линяково, Мартыново, Мишино, Молино, Нижний Двор.
Население по данным переписи 2002 года — 18 человек.